# Ahmed Barusso
Ahmed Barusso est un footballeur ghanéen né le 26 décembre 1984 à Accra.
Il a participé à la Coupe d'Afrique des nations 2008 avec le Ghana.

## Palmarès
- Vainqueur du Championnat de Turquie en 2008 avec Galatasaray SK.